# لورينا بومان
لورينا بومان (من مواليد 11 فبراير 1997)، وهي لاعبة كرة قدم سويسرية تلعب كمدافعة لزيورخ والمنتخب السويسري.